# Peter Lawford
Peter Lawford, właśc. Peter Sydney Vaughn Aylen (ur. 7 września 1923 w Londynie, zm. 24 grudnia 1984 w Los Angeles) – angielski aktor, członek Rat Pack, były szwagier Johna F. Kennedy’ego.

## Życiorys

### Wczesne lata
Urodził się w Londynie, w Anglii, w rodzinie rzymskokatolickiej jako syn brytyjskiego bohatera wojennego - Ernesta Vaughana Aylena. Był nieślubnym dzieckiem. Prawdziwym jego ojcem był dowódca arystokrata, porucznik generał sir Sydney Turing Barlow Lawford (1865-1953). Jego matka May Somerville Aylen (1883-1972) przechodziła gehennę związaną z niewiernością, ale także miała problemy przy porodzie. 9 października 1923 Aylen złożyła pozew o rozwód. Potem wyjechała z Anglii do Francji, gdzie Peter spędził większość swojego dzieciństwa. Nigdy nie został formalnie kształcony. Zamiast tego był szkolony przez guwernantki i wychowawców, a jego edukacja obejmowała korty tenisowe i lekcje baletu.

### Kariera
W wieku siedmiu lat zadebiutował jako Horace w angielskiej komedii Biedny stary Bill (Poor Old Bill, 1931) i dramacie kryminalnym Dżentelmen w Paryżu (A Gentleman of Paris, 1931). Mając 15 lat pojawił się jako Benny Potter w dramacie kryminalnym Władca Jeff (Lord Jeff, 1938) u boku Freddiego Bartholomewa, Mickeya Rooneya i Charlesa Coburna. W czerwcu 1943 MGM z Lawfordem podpisało długoterminowy kontrakt. Jego pierwszą rolą był młody żołnierz John Ashwood II w czasie II wojny światowej w melodramacie wojennym White Cliffs of Dover (1944) z Irene Dunne. MGM dało mu jeszcze jedną ważną rolę w Portret Doriana Graya (The Picture of Dorian Gray, 1945). Pierwszą główną rolę otrzymał w filmie Syn Lassie (1945), a później wygrał ankietę czytelników magazynu Modern Screen jako najbardziej popularny aktor w Hollywood w roku 1946, jego fani wysyłali do tysięcy listów tygodniowo. Obok takich aktorów jak Clark Gable czy James Stewart, został uznany za romantycznego bohatera MGM. W 1946 nakręcił dwa znaczące filmy: Cluny Brown i Dwie siostry z Bostonu (Two Sisters from Boston). Pojawił się po raz pierwszy u boku Franka Sinatry w musicalu Zdarzyło się w Brooklynie (It Happened in Brooklyn, 1947). Lawford otrzymał entuzjastyczne recenzje za swoją pracę w filmie, podczas gdy słowa o Sinatrze były letnie.
Lawford został obsadzony w roli Alana A. Dale w musicalu Robin i 7 gangsterów (Robin and the 7 Hoods, 1964), ale został zastąpiony przez Binga Crosby. Można go było za to zobaczyć w takich filmach jak Parada wielkanocna (1948), Małe kobietki (1949), Ocean’s Eleven (1960), Najdłuższy dzień (1962) czy Zabić swojego pana (They Only Kill Their Masters, 1972).

### Życie prywatne
Romansował z kobietami Hollywood, wśród nich były m.in. Rita Hayworth, Ava Gardner, June Allyson, Dorothy Dandridge, Lucille Ball, Anne Baxter, Judy Garland, Judy Holliday i Lana Turner.
Był czterokrotnie żonaty. 24 kwietnia 1954 poślubił Patricię Kennedy (1924-2006), siostrę prezydenta Johna F. Kennedy’ego i senatorów Roberta F. Kennedy’ego i Edwarda M. Kennedy’ego. Mieli czworo dzieci: syna Christophera (ur. 29 marca 1955) oraz trzy córki - Sydney Maleię (ur. 25 sierpnia 1956), Victorię Francis (ur. 4 listopada 1958) i Robin Elizabeth (ur. 2 lipca 1961). Jednak 1 lutego 1966 doszło do rozwodu. 30 października 1971 ożenił się po raz drugi z Mary Rowan, lecz i ten związek zakończył się rozwodem 2 stycznia 1975. Od 25 czerwca 1976 jego żoną była Deborah Gould, lecz w 1977 rozwiódł się. 5 lipca 1984 zawarł związek małżeński z Patricią Seaton, który przetrwał do jego śmierci.
Zmarł 24 grudnia 1984 w Cedars-Sinai Medical Center w Los Angeles na skutek nagłego zatrzymania krążenia w wieku 61 lat. Zwłoki skremowano, prochy pochowano w Westwood Village Memorial Park, a następnie usunięto stamtąd, po czym wdowa po aktorze - Patricia Seaton - rozrzuciła je na Oceanie Spokojnym.

## Filmografia
- 1931: Dżentelmen w Paryżu (A Gentleman of Paris) jako dziecko
- 1942: Random Harvest jako żołnierz
- 1942: A Yank At Eton jako Ronnie Kenvil
- 1943: Above Suspicion jako student
- 1944: The Canterville Ghost jako Anthony de Canterville
- 1944: Pani Parkington jako Lord Thornley
- 1945: Portret Doriana Graya (The Picture of Dorian Gray) jako David Stone
- 1945: Syn Lassie (Son of Lassie) jako Joe Carraclough
- 1946: Cluny Brown jako Andrew Carmel
- 1946: Dwie siostry z Bostonu (Two Sisters from Boston) jako Lawrence
- 1947: Good News jako Tommy Marlowe
- 1947: My Brother Talks to Horses jako John S. Penrose
- 1948: Parada wielkanocna (Easter Parade) jako Jonathan Harrow III
- 1948: Julia Misbehaves jako Ritchie Lorgan
- 1948: On an Island with You jako Lawrence Kingsley
- 1949: The Red Danube jako mjr John „Twingo” McPhimister
- 1949: Małe kobietki (Little Women) jako Theodore „Laurie” Laurence
- 1950: Please Believe Me jako Jeremy Taylor
- 1951: Królewskie wesele (Royal Wedding) jako lord John Brindale
- 1952: The Hour of 13 jako Nicholas Revel
- 1953: Rogue's March jako kpt. Dion Lenbridge/szeregowy Harry Simms
- 1959: Tak niewielu (Never So Few) jako kpt. Grey Travis
- 1960: Ocean’s Eleven jako Jimmy Foster
- 1960: Exodus jako mjr Caldwell
- 1962: Sergeants 3 jako Larry Barrett
- 1962: Advise and Consent jako senator Lafe Smith
- 1962: Najdłuższy dzień (The Longest Day) jako lord Lovat - brygadier
- 1964: Dead Ringer jako Tony Collins
- 1965: Harlow jako Paul Bern
- 1966: The Oscar jako Steve Marks
- 1968: Skidoo jako senator
- 1969: Hook, Line & Sinker jako dr Scott Carter
- 1972: They Only Kill Their Masters jako Campbell
- 1975: Rosebud jako lord Carter
- 1979: Angels Revenge jako Burke
- 1979: Mysterious Island of Beautiful Women jako Gordon Duvall
- 1981: Body and Soul jako Big Man
- 1983: Where Is Parsifal? jako Montague Chippendale